# 李克修
李克修（？—890年），唐末五代沙陀人。李克用堂弟，李德成之子。
初任奉誠軍使，中和三年（883年）李克用節制河東，授克修為檢校刑部尚書，為左營軍使。是年十月李克用遣李克修攻破澤州（今山西晉城），十一月，李克用平定潞州（今山西長治），孟方立败走山东，刺史李殷銳死，克用命李克修為昭義節度使。
大順元年（890年）三月，李克用巡视潞州，嫌克修招待不周，鞭笞之，李克修憤怒致病，不久卒于潞州府家中。

## 延伸阅读
[在维基数据编辑]
 《舊五代史·卷50》，出自薛居正《舊五代史》
 《新五代史·卷14》，出自歐陽修《新五代史》